# ジョン・ベイカー (パンター)
ジョン・ベイカー（John Baker 1977年4月22日 - ）はテキサス州ブレンハム出身のアメリカンフットボール選手。ポジションはパンター。

## 経歴
高校時代は2度、州のオールチームに選ばれた。ブリンジュニアカレッジで1年間プレーした後、北テキサス大学に編入、最終学年には敵陣20ヤード以内に23回蹴りこむとともに、20回はフェアキャッチを強いて、ビッグウェスト・カンファレンスのオールチームに選ばれた。
2000年に当初インディアナポリス・コルツにドラフト外フリーエージェントで入団した。プレシーズンゲーム4試合で7回のパントを蹴って、平均43.6ヤード（最長56ヤード、ネット平均34.1ヤード）で前年のレギュラー、ハンター・スミスが10回のパントで平均48.2ヤード（ネット41.7ヤード）の成績であり、ポジションを奪えなかった。同年8月22日、2002年のドラフト7巡指名権との交換でセントルイス・ラムズにトレードされた。スーパーボウルチャンピオンのラムズは、リック・テューテン、ルイ・アギーアと2人のパンターをプレシーズンに解雇した。2000年、15試合に出場し、43回のパントで平均40.4ヤード、敵陣20ヤード以内に13回蹴りこんだ。2001年には全16試合に出場し、43回のパントで平均42.1ヤード、敵陣20ヤード以内に9回蹴りこんだ。ラムズは、この年第36回スーパーボウルに進出し、彼は4回のパントで平均39.8ヤードの成績を残した。
2002年4月17日、ラムズが前年までミネソタ・バイキングスのパンターを務めたミッチ・バーガーを獲得、同月ラムズからウェーバーされ、エクスパンションチームのヒューストン・テキサンズに拾われたが、シーズン開幕前の8月に解雇された。